# Louis Jacobs
Pierre Louis Martin Jacobs (Antwerpen, 28 juli 1803 - 20 januari 1847) was een Belgisch liberaal politicus, lid van het Nationaal Congres en advocaat.

## Levensloop
Louis Jacobs is de stamvader van het geslacht Jacobs van Merlen. Na de humaniora te hebben gevolgd in het atheneum van Antwerpen, behaalde Jacobs in 1825 het diploma van doctor in de rechten aan de Universiteit van Gent met een thesis onder de titel 'De mercatorum judicibus'.
Ingeschreven aan de Balie van Antwerpen pleitte hij in een van zijn eerste zaken voor een geestelijke die door de regering werd vervolgd voor een politiek delict. In 1830, pas zevenentwintig, werd hij verkozen tot plaatsvervangend lid van het Nationaal Congres en vanaf 14 april 1831 was hij effectief lid, na het ontslag van Joseph Werbrouck-Pieters. Hij behoorde bij de eersten die de kandidatuur van Leopold van Saksen Cobourg ondersteunden en was dan ook een van de 154 afgevaardigden die op 4 juni 1831 voor hem stemden.
Ondanks zijn leeftijd waren zijn tussenkomsten in het Nationaal Congres gekenmerkt door realisme en gematigdheid. Hij ondersteunde de voorstellen om de vijandelijkheden met Nederland niet te heropenen en om het Verdrag der XVIII artikelen te aanvaarden. Na de beëindiging van de werkzaamheden van het Nationaal Congres, dong Jacobs niet naar een parlementair mandaat.
De regering belastte hem met delicate opdrachten. Zo was hij lid van de Commissie die de grenzen met Nederland moest onderhandelen. In 1839 was hij lid van de Commissie voor de scheepvaart, die gedurende vier jaar met Nederland het levensnoodzakelijke verdrag moest onderhandelen over de Scheldevaart. Men was het er over eens dat hij een van de meest actieve en behendige leden van de Commissie was.

## Actief in Antwerpen
Hij bleef ondertussen verder actief als advocaat en werd in 1842 stafhouder van de Antwerpse Balie. Sinds 1830 was hij plaatsvervangend rechter bij de rechtbank van eerste aanleg.
Hij was van 1830 tot aan zijn dood gemeenteraadslid van Antwerpen en interesseerde zich vooral aan onderwijskwesties. Hij was onder meer een groot pleitbezorger voor het oprichten van kindertuinen in alle districten van de stad.
Cultuur trok eveneens zijn aandacht. Hij nam een aanzienlijk deel verantwoordelijkheid op zich voor de oprichting van het standbeeld van Rubens op de Groenplaats. Zijn portret en dat van zijn vrouw liet hij maken door de Antwerpse schilder Nicaise De Keyser. Hij was een van de stichters van de Antwerpse 'Société royale des Sciences, Lettres et Arts'.
In 1846 was hij een van de afgevaardigden van de Antwerpse Liberale Associatie die in Brussel deelnam aan de oprichting van de Liberale Partij.
In 1833 was Jacobs getrouwd met Marie-Anne van Merlen, nicht van de in Waterloo gesneuvelde generaal baron Jean-Baptiste van Merlen en nakomelinge van de Antwerpse graveurs van Merlen. Het echtpaar kreeg drie kinderen, onder wie Victor Jacobs, die een van de invloedrijke leiders van de Katholieke Partij werd.

## Na zijn overlijden
Louis Jacobs was pas 43 toen hij stierf. Zijn vrienden lieten een herinneringsmedaille slaan met zijn portret en met de vermelding Pour services rendus au commerce, aux arts, à l'instruction publique, à l'industrie. Een openbare inschrijving bracht het bedrag bijeen om een monument voor hem op te richten op de begraafplaats van Berchem. De beeldhouwer Joseph Geefs maakte een bas-reliëf waarop Louis Jacobs in buste is afgebeeld, omringd door allegorische figuren die de voorstelling zijn van de stad Antwerpen, de Schelde, de Handel, de Wet en de Kunsten.
In 1936 verkreeg zijn kleinzoon Louis Jacobs (1882-1963) het recht om de naam van zijn grootmoeder 'van Merlen' bij de familienaam te voegen. In 1951 verwierf hij opname in de erfelijke adelstand.